# Portada/efemèride octubre 8
Sigourney Weaver
« 7 d'octubre · 8 d'octubre · 9 d'octubre »